# آن‌سوی مه
آن سوی مه فیلمی به کارگردانی منوچهر عسگری‌نسب و نویسندگی سید محمد بهشتی شیرازی محصول سال ۱۳۶۴ است.

## بازیگران
- علیرضا شجاع‌نوری
- ایرج طهماسب
- سارا نجفی
- میترا قمصری
- ابوطالب نجفی
- ملیحه نیکجومند
- سوگند رحمانی
- علی‌اصغر مهرجویی
- عباس نوذری
- مجتبی اقدامی
- مهتاج نجومی
- جهانگیر صمیمی‌فرد
- محمدعلی نجفی
- ملیحه هوشیدری
- حامد محمدی
- امیر اسکندری
- محمدرضا صفوی
- راحله کریمی
- محمدرضا فراهانیان
- ملیحه نظری
- حبیب الهیاری
- مجید عظیم شاهرخ
- مریم معترف
- تورج مهرزاد
- مهدی فرخی
- مهدی الهیاری
- شاهمراد حافظی
- محمدتقی شریفی نوری
- مهدی برازنده
- مهدی عباسی